# Àngels Bassas
Àngels Bassas Gironès (Figueras, Cataluña; 3 de agosto de 1971) es una actriz española, además de escritora y docente de Artes Escénicas.
Licenciada en Arte Dramático por el Instituto de Teatro de Barcelona, con Premio Extraordinario.
Máster en Humanidades: Arte, Literatura y Cultura Contemporánea (UOC 2023) con Excelente.
Como actriz lleva más de treinta años en los escenarios. Tiene una extensa trayectoria como actriz en el mundo teatral, donde ha trabajado con directores de renombre como Andrés Lima, Calixto Bieito, Ferran Madico, Herman Bonnin, Jordi Coca, Hasko Weber....
Ha trabajado con al Compañía Nacional de Teatro Clásico, Teatre Lliure, Teatre Akademia, Sala Beckett, centre Dramàtic de la Generalitat...Fue miembro de la compañía estable del Teatro Romea bajo la dirección artística de Calixto Bieito.
Asimismo ha trabajado en cine y en múltiples series de televisión.
Ha obtenido diversos premos, entre otros, el "Premio de la Crítica" en dos ocasiones por su trabajo en Anfitrión de Molière y La señorita Julia de Strindberg, el Premio Oriana de cine a la mejor actriz por la película Patria, y tiene un Premio Max a la Mejor Actriz de reparto por su interpretación en El rey Lear (2005).
Como escritora, en marzo de 2013 comienza a escribir los cuentos infantiles de la serie Patatu (una serie de 8 libros publicados por la Editorial La Galera).. Después de quedar Finalista del Premio Pla de Literatura 2015 por su novela Dónat, la publica con la Editorial Edicions 62https://www.grup62.cat/autor/angels-bassas/000045652.
En el 2018 publica su libro de relatos La vida té aquestes coses (Edicions 62).
En el 2022, publica su tercera novela Doble vida (Columna), escrita conjuntamente con Salvador Macip.
Además también tiene publicados 10 libros más para niños: Hacemos teatro- Fem Teatre (2022) (La Galera), la serie Patatu, con 8 libros, (La Galera editorial) y "La maleta de la memòria" (2018).
También es docente de Artes Escénicas en ESART en Barcelona, presenta actos, es conferenciante, articulista, y narradora de audiolibros.

## Series de televisión
- Sicília sense morts (IB3) (2022)
- Sitges (1996)
- Temps de silenci (2001-2002)
- El cor de la ciutat (2002-2005)
- El internado (2007)
- Punta Escarlata (2011)
- Cuéntame cómo pasó (2011−2013) TVE
- LEX. Antena 3
- Olor de colònia (2012). TV3
- Nissaga de poder. TV3
- Muffy (2012)
- Naüt (2013)

## Filmografía
- El juego del ahorcado (2008)
- Negro Buenos Aires (2010)
- Catalunya über alles! (2011)
- Pàtria (2017)
- Entre las piernas (1999)

(2018-2019) 
- ‘’Les noies del Hokey’’ (2018)

## Publicaciones
Àngels Bassas ha publicado las siguientes obras:

### Narrativa - Novelas
- BASSAS, Àngels. Doble Vida. Novela. Editorial Columna (2022)
- BASSAS, Àngels. La Vida té aquestes coses. Edicions 62 (2018)
- BASSAS, Àngels. Dóna't. Barcelona: Edicions 62, 2016. Finalista del Premio Pla de Literatura 2015.

### Literatura Infantil
- BASSAS. Àngels. Fem Teatre - Hacemos Teatro. Editorial La Galera (2022)
- BASSAS, Àngels. Patatu: Els contes d'en Patatu. Los cuentos de Patatu.Barcelona, La Galera, 2013. (Número 1)
- BASSAS, Àngels. Patatu: La Flauta gegant. La flauta gigante. Barcelona, La Galera, 2013. (Número 2)
- BASSAS, Àngels. Patatu: Un ratolí en el piano. Un ratón en el piano. Barcelona, La Galera, 2013. (Número 3)
- BASSAS, Àngels. Patatu: Panys, castells i enxanetes. Barcelona, La Galera, 2013. (Número 4)
- BASSAS, Àngels. Patatu: La fada buixa Llumeneta. El Hada bruja lucecita. Barcelona, La Galera, 2013. (Número 5)
- BASSAS, Àngels. Patatu: L'avaria del tractor. Barcelona, La Galera, 2013. (Número 6)
- BASSAS, Àngels. Patatu: La pinya pinyonera. La piña piñonera. Barcelona, La Galera, 2014. (Número 7)
- BASSAS, Àngels. Patatu: El fals sol. El falso sol. Barcelona, La Galera, 2014. (Número 8)
- BASSAS, Àngels. La maleta de la memòria. Editorial Cruïlla. SM., 2018.